# Torcy (Sekwana i Marna)

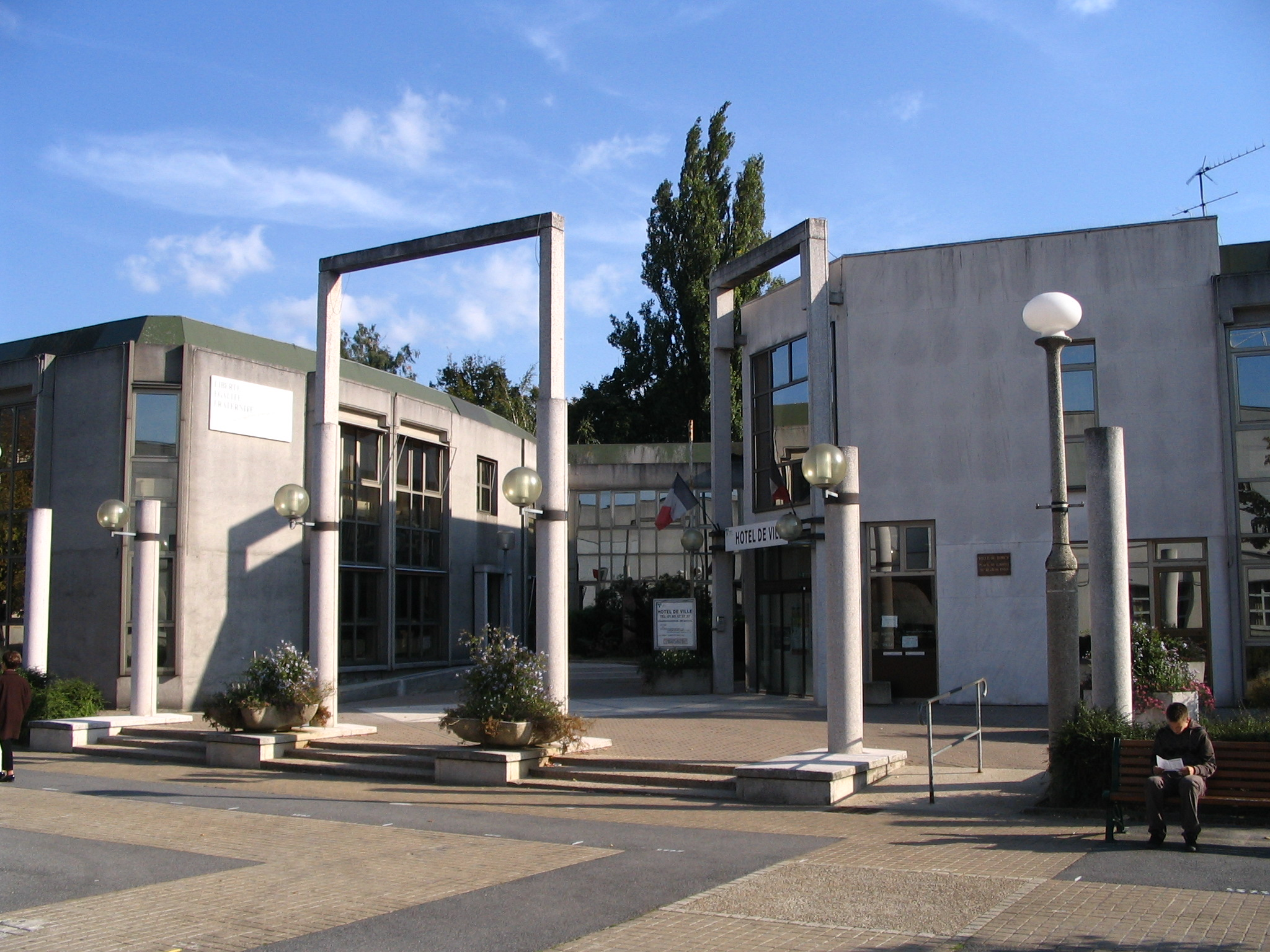
Torcy, ratusz

Torcy – miejscowość i gmina we Francji, w regionie Île-de-France, w departamencie Sekwana i Marna.
Typowa podparyska miejscowość, skomunikowana z Paryżem linią A RER oraz autostradą. Położona w bezpośredniej bliskości Eurodisneylandu. Zamieszkana w dużej mierze przez imigrantów z Afryki
Według danych na rok 1990 gminę zamieszkiwało 18 681 osób, a gęstość zaludnienia wynosiła 3113 osób/km² (wśród 1287 gmin regionu Île-de-France Torcy plasuje się na 157. miejscu pod względem liczby ludności, natomiast pod względem powierzchni na miejscu 612.).